# Тасоткель (Казалінський район)
Тасотке́ль (каз. Тасөткел) — село у складі Казалінського району Кизилординської області Казахстану. Входить до складу Тасарицького сільського округу.
Населення — 37 осіб (2021; 46 у 2009, 78 у 1999).
До 2018 року село називалось Отгон.